# 野村恵里
野村 恵里（のむら えり、1984年8月13日 - ）は、日本の元タレント、元女優、元ファッションモデル。群馬県出身。

## 来歴
1996年
第21回ホリプロタレントスカウトキャラバンで審査員特別賞を受賞。ホリプロに所属してデビューする。
1998年
雑誌『ピチレモン』の専属モデルとして人気を得る。
1999年
WOWOWのテレビドラマ『天然少女萬NEXT-横浜百夜篇』に出演。女性歌手ユニット・天然少女EXとしても活動する。
2005年
映画『Female』に出演し、男性教師との淫行に熱中する女子高生を熱演し、そのうえ初ヌードシーンを披露。所属事務所をホリプロからアストラルに移籍。
- 現在、事務所のホームページから名前を削除されており、ブログの更新も2012年を最後に停止している。ツイッターの更新も2013年を最後に停止している。

## 人物
血液型はO型で、しし座。
2006年時点では、身長160cm、スリーサイズはB78cm、W55cm、H81cm。
資格：普通自動車免許、PADI アドヴァンス
趣味：映画鑑賞、スキューバダイビング、愛犬散歩

## 出演

### テレビドラマ
- はみだし刑事情熱系 PART1 第18話（1997年、テレビ朝日）
- 瞬（1998年、フジテレビ）
- 金曜ドラマ L×I×V×E（1999年、TBS）
- 天然少女萬NEXT-横浜百夜篇（1999年、WOWOW）
- shin-D ナツのツボミ（2000年、日本テレビ）
- 女と愛とミステリー 刑法第三十九条 フラッシュ・バック（2001年、テレビ東京）
- 金曜特別ロードショー 太陽にほえろ!2001（2002年、日本テレビ）
- NHK夜の連続ドラマ 恋セヨ乙女（2002年、NHK）
- ハマの静香は事件がお好き（2003年、フジテレビ）
- ほんとにあった怖い話 〜見えない住人〜（2004年、フジテレビ）
- 恐い女シリーズ ふたりのアリス（2004年、BSフジ）
- 「超」怖い話（2006年、テレビ神奈川）
- 小早川伸木の恋 第7話（2006年、フジテレビ）
- 土曜プレミアム 東京タワー 〜オカンとボクと、時々、オトン〜（2006年、フジテレビ）
- さいはての向日葵（2007年9月16日、北海道放送製作/TBS系列）
- シリウスの道（2008年、WOWOW）

### その他テレビ番組
- ティーンズTV 世の中なんでも経済学（2000年、NHK教育）
- もっとアイドルダウンロードショー（2001年、BSフジ）
- 伝説音舗うれる堂（2001年、よみうりテレビ）- アシスタント
- ダウンタウンDX（2001年、読売テレビ） - ゲスト
- オールスター感謝祭（2003年、TBSテレビ） - 解答者
- ペット大集合!ポチたま（テレビ東京）- レギュラー
- いまどき!ごはん（2006年、テレビ朝日） - 番組内インフォマーシャル

### CM
- セブン-イレブン
- サンリオピューロランド
- TOYOTA カローラ・ベルタ
- 資生堂 エクシエール

### 雑誌
- ピチレモン（学研プラス） - 専属モデル

### 映画
- 友情 Friendship（1998年5月、東映、和泉聖治監督）
  - 役作りのために剃髪、スキンヘッドにした。
- 十五才 学校IV（2000年11月、松竹、山田洋次監督）
- パコダテ人（2002年2月、アートポート、前田哲監督）
- 稲妻ルーシー（2004年4月、渋谷ユーロスペース、西山洋一監督）
- 恋骨（2005年、BLUE PLANET、後藤憲治監督）
- 隙魔＜すきま＞（2005年、中田圭監督）※主演
- Female【桃】（2005年5月、東芝エンタテインメント、篠原哲雄監督）
- アヒルと鴨のコインロッカー（2007年5月、中村義洋監督）
- ポストマン（2008年03月、ザナドゥー、今井和久監督）
- ドモ又の死（2008年、奥秀太郎監督）
- マコの敵（2009年、篠原悦子監督）
- 行きずりの街（2010年、阪本順治監督）

### PV
- stack44 『maze』（2008年、ChAos Label）

### 舞台
- ミュージカル リボンの騎士（2001年8月、東京芸術劇場） - 主演：サファイヤ役
- 0.5ミリの遠距離恋愛（2003年11月、ラフォーレミュージアム原宿）
- 劇団スーヴニール『公演煙が目にしみる』（2008年3月、於・中板橋新生館スタジオ）
- 劇団プリセタ「ランナウェイ」（2008年4月、下北沢・駅前劇場）
- 劇団プリセタ「モノガタリ デ アムール」（2009年4月、下北沢・駅前劇場）
- ナノスクエア「灰頭」（2009年12月、恵比寿・エコー劇場）
- 劇団プリセタ「コミック」（2010年2月、下北沢・駅前劇場）
- 劇団江本純子「婦人口論」（2010年7月、東京芸術劇場）
- 「FREAKS」（2010年、東京芸術劇場）
- 劇団パラノイア・エイジ「将門〜平将門傀儡徒夢〜」（2011年、恵比寿・エコー劇場）

### ラジオ
- オレたちやってま〜す（2000年 - 2001年、MBSラジオ）

### イメージ作品
- EARTH（1998年、パイオニアLDC）酒井彩名、大森玲子とのユニット
- palette（2001年、ポニーキャニオン）

### ゲーム
- 決戦II（2001年4月13日、コーエー、PlayStation 2） - 孫麗 役
- the FEAR（2001年7月26日、エニックス、PlayStation 2） - 野村恵里 役